# Église Saint-Pierre de Saint-Pierre-des-Tripiers
Pour les articles homonymes, voir Église Saint-Pierre.
L'église Saint-Pierre de Saint-Pierre-des-Tripiers est une église catholique romaine située à Saint-Pierre-des-Tripiers, en France.

## Localisation
L'église est située sur la commune de Saint-Pierre-des-Tripiers, dans le département français de la Lozère.

## Historique
L'édifice est inscrit au titre des monuments historiques en 1987.